# Посольство України в Ірландії
Посольство України в Ірландії — дипломатична місія України в Ірландії (Дублін).

## Завдання посольства
Основне завдання Посольства України в Дубліні представляти інтереси України, сприяти розвиткові політичних, економічних, культурних, наукових та інших зв'язків, а також захищати права та інтереси громадян і юридичних осіб України, які перебувають на території Ірландії.
Посольство сприяє розвиткові міждержавних відносин між Україною і Ірландією на всіх рівнях, з метою забезпечення гармонійного розвитку взаємних відносин, а також співробітництва з питань, що становлять взаємний інтерес. Посольство виконує також консульські функції.

## Історія дипломатичних відносин
Ірландія визнала Україну 31 грудня 1991 року, дипломатичні відносини встановлені 1 квітня 1992 року. У серпні 2003 року розпочало роботу Посольство України в Дубліні.

## Керівники дипломатичної місії
1. Комісаренко Сергій Васильович (1995–1998), посол
2. Василенко Володимир Андрійович (1998–2002)
3. Перелигін Євген Юрійович (2004–2006)
4. Єфремова Ірина Анатоліївна (2006–2008) т.п.
5. Базилевський Борис Миколайович (2008–2010)
6. Рева Сергій Вікторович (2010–2015)
7. Романенко Сергій Олександрович (2017) т.п.
8. Шалопут Олена Олександрівна (2017-2021), тимчасова повірена
9. Герасько Лариса Анатоліївна (2021-), посол